# Loie Fuller
Loie Fuller, geboren als Marie Louise Fuller (Hinsdale (Illinois), 15 januari 1862 - Parijs, 1 januari 1928) was een Amerikaans-Franse danseres. Ze wordt gezien als een pionier op het gebied van moderne dans en theaterbelichting.

## Levensloop
Fuller begon als kindactrice, ging vervolgens dansen in het circus en deed aan vaudeville en burleske. De Serpentine dance, die zij zo rond 1890 ontwikkelde werd een populaire dans in films. Vrij snel daarna besloot ze na een tournee door Europa om in Parijs te blijven waar ze regelmatig optrad in de Folies Bergère en een prominent lid werd van de art-nouveau-beweging. Door haar bekendheid in de kunstenaarswereld werd ze een geliefd onderwerp om te schilderen. Zo werd ze o.a. door Henri de Toulouse-Lautrec en Koloman Moser geschilderd.
Fuller verwierf ook een aantal octrooien op het gebied van het gebruik van chemicaliën bij de belichting. Ze stierf op 1 januari 1928 aan de gevolgen van een longontsteking en ligt begraven op Père-Lachaise.
Haar leven wordt verhaald in de film La Danseuse uit 2016, geregisseerd door Stéphanie Di Giusto, met Soko in de rol van Fuller.

## Galerij

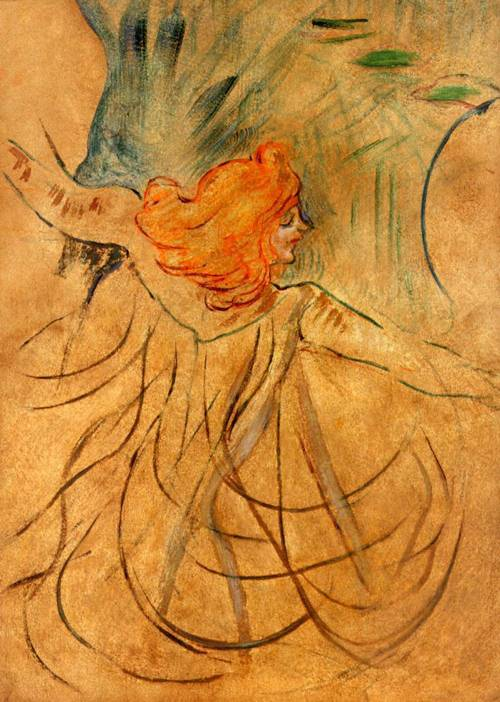
Loie Fuller (1892), Henri de Toulouse-Lautrec
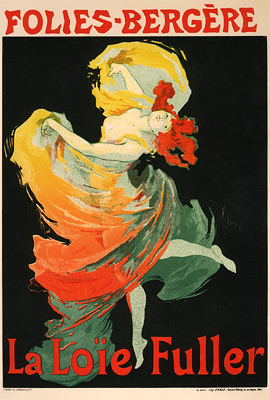
Affiche van de Folies Bergère (1893), getekend door Jules Chéret
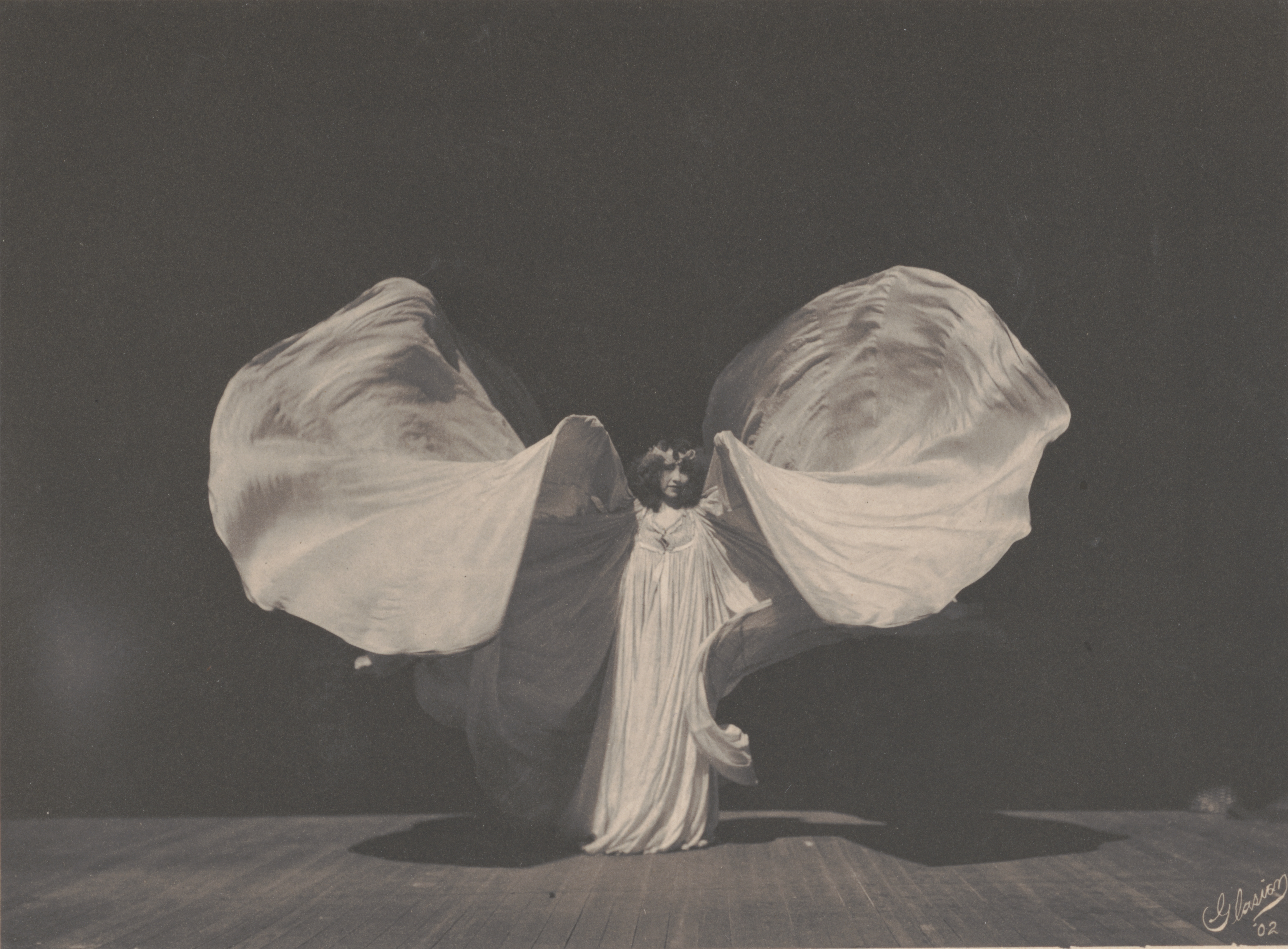
Loie Fuller (1902), gefotografeerd door Frederick Glasier
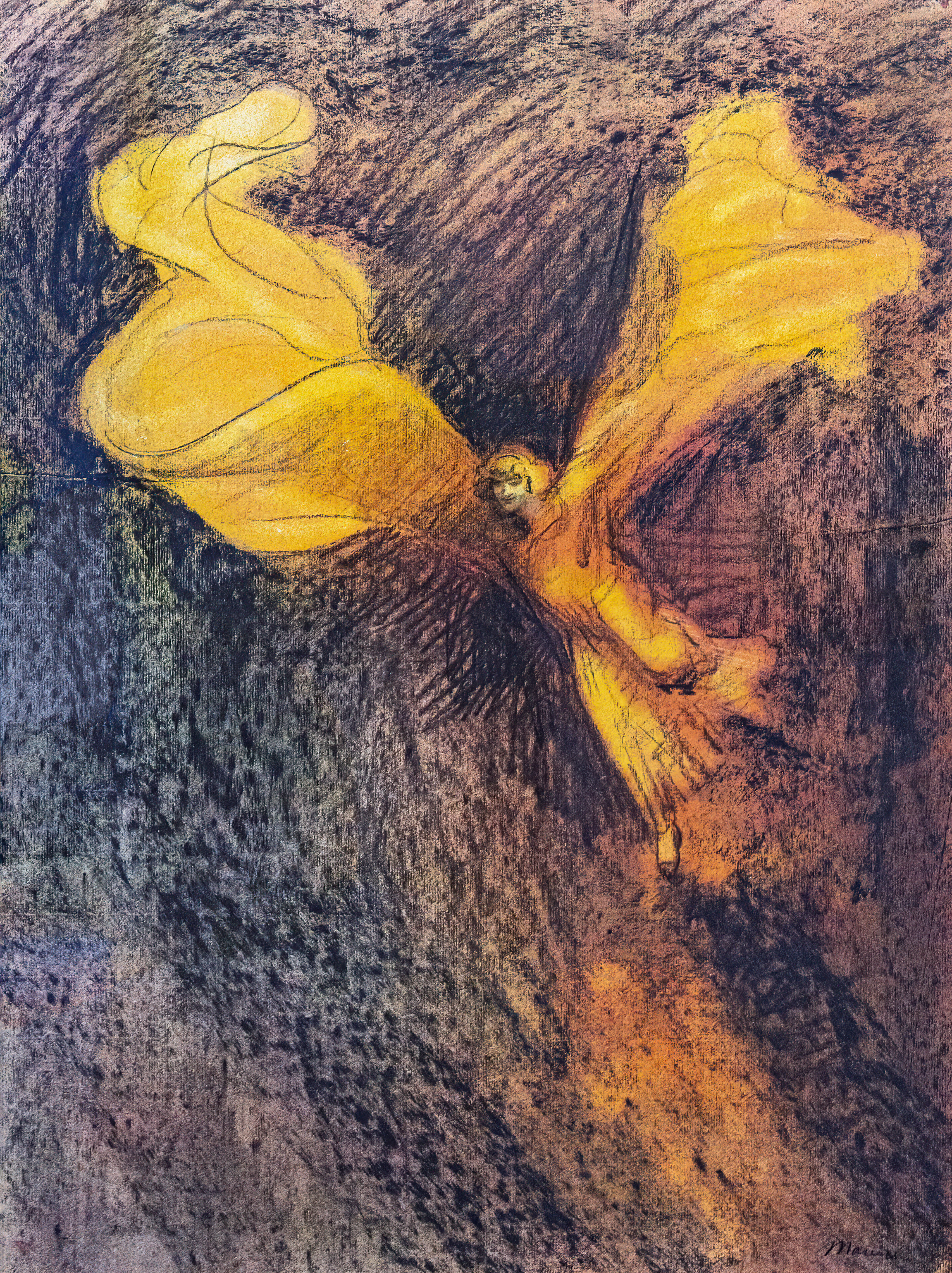
Loie Fuller Charles Maurin, Musée Toulouse-Lautrec

- Bibsys: 90549180
- Biblioteca Nacional de España: XX5472697
- Bibliothèque nationale de France: cb12452715m (data)
- CiNii: DA18101212
- Gemeinsame Normdatei: 118703560
- International Standard Name Identifier: 0000 0000 7102 5767
- Library of Congress Control Number: n79011098
- Bibliotheek van het Japanse parlement: 001319893
- Nationale Bibliotheek van Tsjechië: xx0269282
- Nationale Bibliotheek van Israël: 987007447073405171
- Nationale Bibliotheek van Polen: a0000003836265
- Nederlandse Thesaurus van Auteursnamen: 070482586
- Réseau des bibliothèques de Suisse occidentale: 02-A025652002
- Istituto Centrale per il Catalogo Unico: LO1V144069
- LIBRIS: 326700
- SNAC: w60g3mc5
- Système universitaire de documentation: 033684502
- Union List of Artist Names: 500490608
- Virtual International Authority File: 2563149108446268780004